# Eigencolloid
Il termine eigencolloid è derivato dalla lingua tedesca (eigen: proprio) ed è usato per designare colloidi fatti di fasi pure. Spesso la maggior parte di tali colloidi sono formati tramite idrolisi di cationi o radionuclidi di metalli pesanti come per es. Tc(OH)4, Th(OH)4, U(OH)4, Pu(OH)4 o Am(OH)3. Nel Nevada Test Site i colloidi sono stati sospettati per il trasporto a lungo raggio di plutonio.